# 第17回ニューヨーク映画批評家協会賞
『第17回ニューヨーク映画批評家協会賞』は、1951年の優秀な映画に贈られた賞である。

## 受賞
- 作品賞：
  - 『欲望という名の電車』

- 主演男優賞：
  - アーサー・ケネディ - 『Bright Victory 』

- 主演女優賞：
  - ヴィヴィアン・リー - 『欲望という名の電車』

- 監督賞：
  - エリア・カザン - 『欲望という名の電車』

- 外国語映画賞：
  - 『ミラノの奇蹟』（ イタリア）